# Lisa Ouchterlony
Elisabet (Lisa) Ludovica Ouchterlony, född 17 december 1875 i Stockholm, död 3 mars 1952 i Stockholm, var en svensk skulptör och ciselör. Hon var dotter till bankkassören G. A. Pripp och Ludovica Renkert. Hon gifte sig 1905 med stadskamreren Gunnar Fabian Ouchterlony (1876–1970). Hon var mor till Örjan Ouchterlony samt mormor till konstnären Gudmar Olovson.
Ouchterlony studerade vid Högre konstindustriella skolan i Stockholm 1893–1897, samt under 1912 genomgick hon en kurs hos en juvelerare i London.
Hon medverkade i den konstindustriella utställning i Stockholm 1909 och i den Baltiska utställningen i Malmö 1914.
Ouchterlonys produktion består av porträttskulpturer samt arbeten i trä, brons och drivet och ciselerat silver, ofta med växtmotiv. Makarna Ouchterlony är begravda på Norra begravningsplatsen utanför Stockholm.